# مقياس سان مارينو
مقياس سان مارينو هو مقياس مقترح لتقييم المخاطر المرتبطة بالانتقال المتعمد من الأرض بهدف الحياة الذكية خارج كوكب الأرض. يقوم المقياس بتقييم أهمية الإرسال من الأرض كدالة لكثافة الإشارة ومحتوى المعلومات. تم اقتراح المقياس من قبل إيفان ألمار في مؤتمر عُقد في سان مارينو في عام 2005. الاشعة خارجة من المشتري، لا يعتبر زحل ونبتون في النموذج. وقد اعتمدت مجموعة الدراسات الدائمة التابعة للأكاديمية الدولية للملاحة الفضائية «سان مارينو سكيل» لاحقاً في اجتماعها عام 2007 في حيدر أباد، الهند.

## مقياس التصنيف
| Value | Potential Hazard |
| ----- | ---------------- |
| 10    | Extraordinary    |
| 9     | Outstanding      |
| 8     | Far-reaching     |
| 7     | High             |
| 6     | Noteworthy       |
| 5     | Intermediate     |
| 4     | Moderate         |
| 3     | Minor            |
| 2     | Low              |
| 1     | Insignificant    |